# Ostigliano
Ostigliano (Stugliano in dialetto cilentano) è una frazione del comune di Perito, in provincia di Salerno.
Il paese è adagiato sul versante opposto della collina che fa da sponda all'invaso artificiale dell'Alento. È un caratteristico abitato del primo entroterra cilentano.

## Geografia fisica

### Territorio
- Classificazione sismica: zona 3 (sismicità bassa), Ordinanza PCM. 3274 del 20/03/2003.

### Clima
La stazione meteorologica più vicina è quella di Casal Velino. In base alla media trentennale di riferimento 1961-1990, la temperatura media del mese più freddo, gennaio, si attesta a +8,7 °C; quella del mese più caldo, agosto, è di +25,7 °C.

## Storia
Il casale seguì sempre le sorti della baronia e poi dello stato di Gioi. Ostigliano, prima posseduto dai Carrafa e dai Monteleone, nel 1614 era passato a Giacomo Zattera e nel 1639 a Cesare Zattara, come confermano i Cedolari. Nel 1737 apparteneva a Giuseppe Pasca e, dal 1774 al 1804, alla famiglia Ciardulli come appare dalle Intestazioni feudali (l’Intestazione a Nicola Ciardulli, però, è del 1772) e dalle Refute.
Trovano conferma, pertanto, sia le notizie pervenuteci dal Volpi, che assegna Ostigliano al feudatario dello stato di Gioi, che quelle dell'Alfano e del Giustiniani, che concordemente indicano quale feudataria del casale la famiglia Ciardulli.

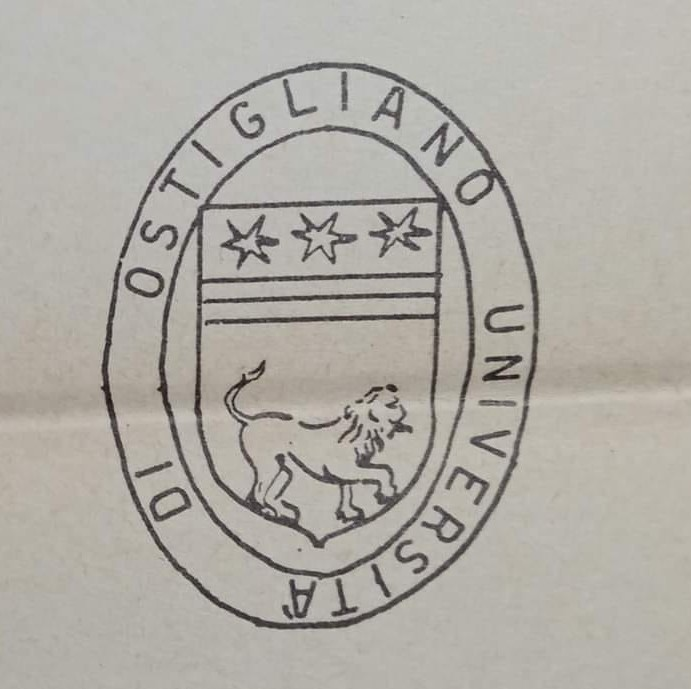

Nei documenti dell'Archivio di Napoli del 13 ottobre 1522 è trascritto un ordine della Regia Camera al Commissario di Principato Citra circa la diminuzione delle quote di sale bianco alle Università di Perito e Ostigliano, in considerazione dell'esubero di consegne effettuate negli anni precedenti. 
Dai protocolli del notaio Didaco Francesco Riccio si apprende che suor Antonia Ferrara, erede del barone Ferrara, il 13 luglio 1648 ratificò la donazione fatta al monastero femminile di San Giacomo Apostolo di Gioi della giurisdizione civile anche di Ostigliano.
Nel decreto della visita pastorale di mons. Siciliani del 20 settembre 1875 emerge che l'altare di S. Caterina della chiesa parrocchiale era per metà di patronato del conte di Ostigliano.
Scrive il Giustiniani che la terra di Ostigliano è «situata in piano, l'aria non respirasi insalubre, e il territorio dà del frumento, e del vino. Vi si raccoglie puranche della ghianda per l'ingrasso de' majali».
Notizie dell'Archivio di Napoli informano che nel 1522 Ostigliano era tassato per quattro famiglie, ventotto nel 1532, e soltanto sei nel 1648, ciò fa pensare ad una epidemia ancora più grave della peste. Successivamente al 1656 gli abitanti erano già saliti a 66.
Dal 1811 al 1860 ha fatto parte del circondario di Gioi, appartenente al Distretto di Vallo del Regno delle Due Sicilie.
Dal 1860 al 1927, durante il Regno d'Italia ha fatto parte del mandamento di Gioi, appartenente al Circondario di Vallo della Lucania.

## Toponimo
Incerte sono le origini del nome «Ostigliano». È noto che gli insediamenti del passato traevano nome da diversi fattori come: elementi geografici che caratterizzavano il territorio (es. Monteforte, Terradura, etc.); culto dei santi (es. Santa Lucia, San Mauro, etc.); costruzioni e personalità rilevanti (es. Rocca, Castellabate, etc.); specie arboree (es. Pruno, Lentiscosa, etc.).

Le derivazioni possibili, circa il toponimo «Ostigliano», sono diverse. Un'attenta ricostruzione etimologica porta ad almeno un paio di risoluzioni plausibili. Dal latino le prime accezioni:
1. «ostico» da hosticus (ostile) derivazione di ostis (nemici). Essendo il paese posto in posizione non tipica rispetto agli insediamenti del passato e nel caso specifico "non avvistabile" dai territori limitrofi o "ostile", nel senso di "poco adatto";
2. «ostio» (apertura) da ostium (bocca). Secondo le dicerie popolari, in passato l'abitato sorgeva a ridosso delle sponde del fiume Alento «laddove il fiume viene allo scoperto», poiché, proprio dove oggi sorge l'invaso artificiale dell'Alento, il fiume incontrava il Cilento Storico, l'«Antico Cilento» corrispondente all'attuale massiccio conico del Monte Stella;
3. dal gentilizio Hostilius (o Ostilius) o ancor più appropriato Hostiglianus, prenome comune all'epoca dell'antica Roma. Studi filologici sui toponimi di alcune località del Mezzogiorno d'Italia, fanno dedurre che le loro terminazioni in -ano assumano il significato di possesso ed è inflessione di nomi gentilizi. Inoltre, in riferimento agli insediamenti, assumono particolare valenza proprio i suffissi -ano/-ana, entrambi di origine latina. E ancora, i toponimi con suffisso in -ano/-ana si sono formati dall'aggettivazione del nome del proprietario del fondo sul quale è sorto l'insediamento e sono detti prediali. Del resto, nel territorio circostante non mancano toponimi con la suddetta terminazione (si noti ad esempio Omign-ano e Prign-ano); tra l'altro, anche gran parte di essi, non sono ancora dotati di una etimologia sicura. E non è difficile che nei tempi più lontani, nel territorio pestano stanziasse un patrizio recante il cognome Hostilius o Ostilius o ancora Hostiglianus; da qui la trasformazione in Ostigli-ano, con l'evidente aggiunta del suffisso -ano, avrebbe avuto facile ascesa.

## Monumenti e luoghi d'interesse

### Piazza Silvio Baratta e Villa Comunale Mastrogiovanni

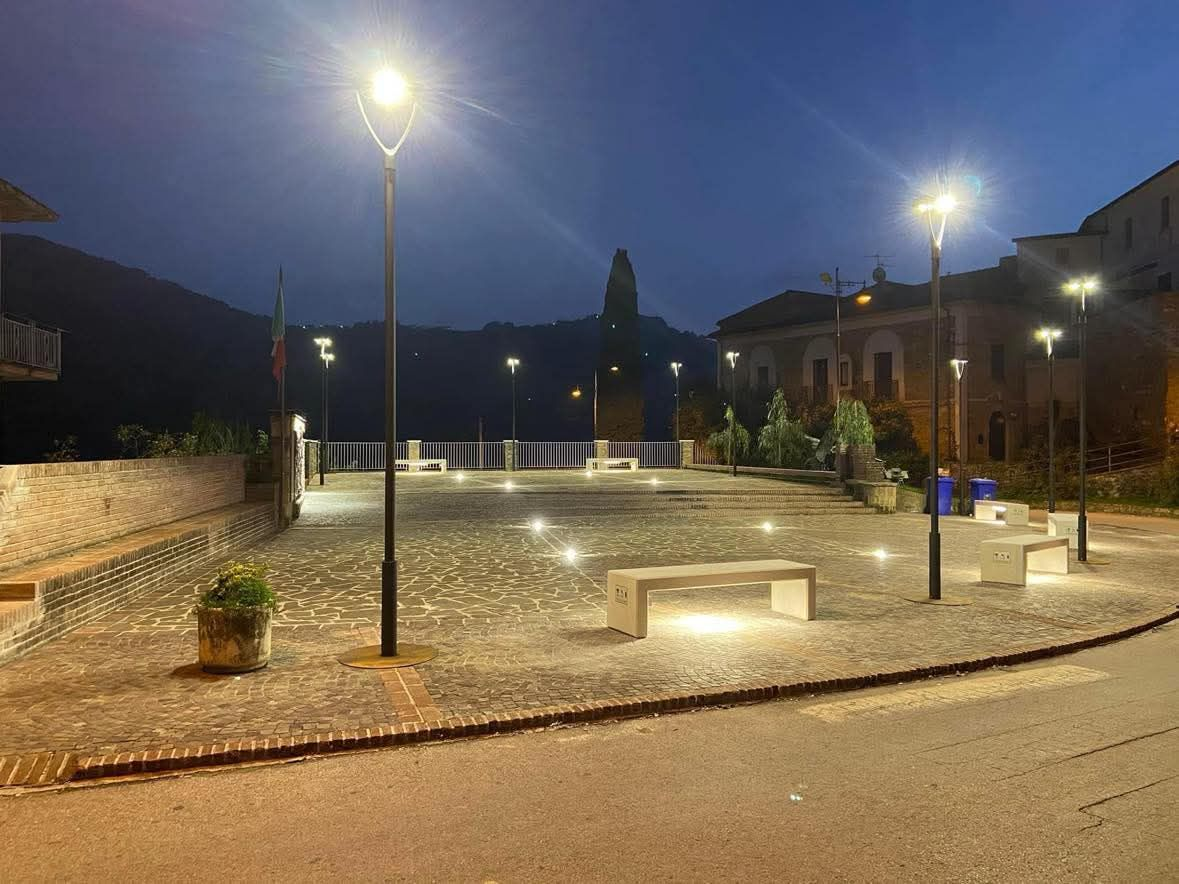
Veduta notturna della Piazza Silvio Baratta

Al centro del borgo vi è una piccola piazza dedicata all'Avvocato Silvio Baratta, sindaco nel 1944 di Salerno, nativo di Ostigliano, dove è presente il Monumento ai Caduti ostiglianesi  della Prima e Seconda Guerra Mondiale e un Cannone Militare della Seconda Guerra Mondiale.
Adiacente alla piccola piazza vi è un'antica villa appartenente alla famiglia Mastrogiovanni e poi divenuta recentemente, dopo una rivisitata ristrutturazione,Villa Comunale "Donato Mastrogiovanni" medico originario di Ostigliano. 

### Palazzo Marchesale Baratta
Dalla Piazza si dipanano strette viuzze sulle quali sbucano caratteristici vicoli ad arco; le costruzioni ad arco sono tipiche del paese e permettevano l'accesso alle abitazioni poste nelle immediate vicinanze delle vie principali. Su queste "antiche volte" sono state costruite le abitazioni, come il Palazzo Marchesale che si affaccia sulla piccola piazza. 

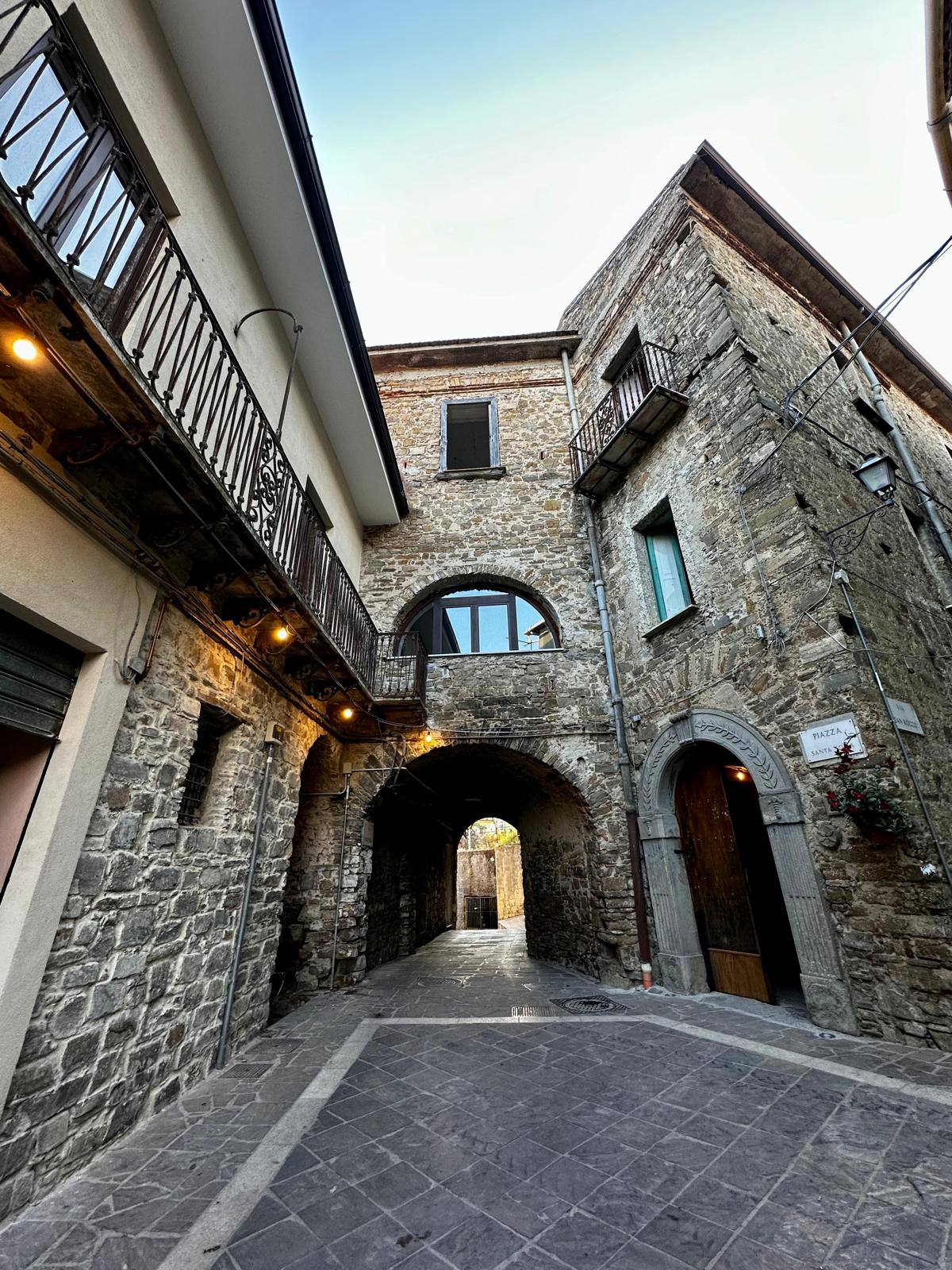
Palazzo Marchesale Baratta

L’antico Palazzo Marchesale di Ostigliano è stato riaperto al pubblico dopo lavori di ristrutturazione nel 2024. Appartenuto alla famiglia del Marchese Baratta, il palazzo – che presenta uno stile architettonico risalente al XIX secolo – è stato poi acquisito dal comune di Perito. Fino agli anni ’70 del secolo scorso ha ospitato le classi dell’allora scuola elementare diventando un luogo simbolo per l’intera comunità.
Da oggi, dopo gli interventi di riqualificazione, l’edificio sarà destinato ad attività ed eventi culturali. Al primo piano, invece, sono già pronte stanze che saranno adibite al servizio di ricezione turistica come b&b.
Portoni in pietra caratterizzano il paese.

### Il "Casaletto" e la "Fontana Vecchia"
Al di sopra del nuovo centro abitato è presente una parte di paese antico chiamato dai residenti comunemente "Casaletto". Questa parte del paese negli anni '50 e fino agli anni '80 era la zona dove gran parte della popolazione ostiglianese viveva, nel quale una viuzza divideva le abitazioni.

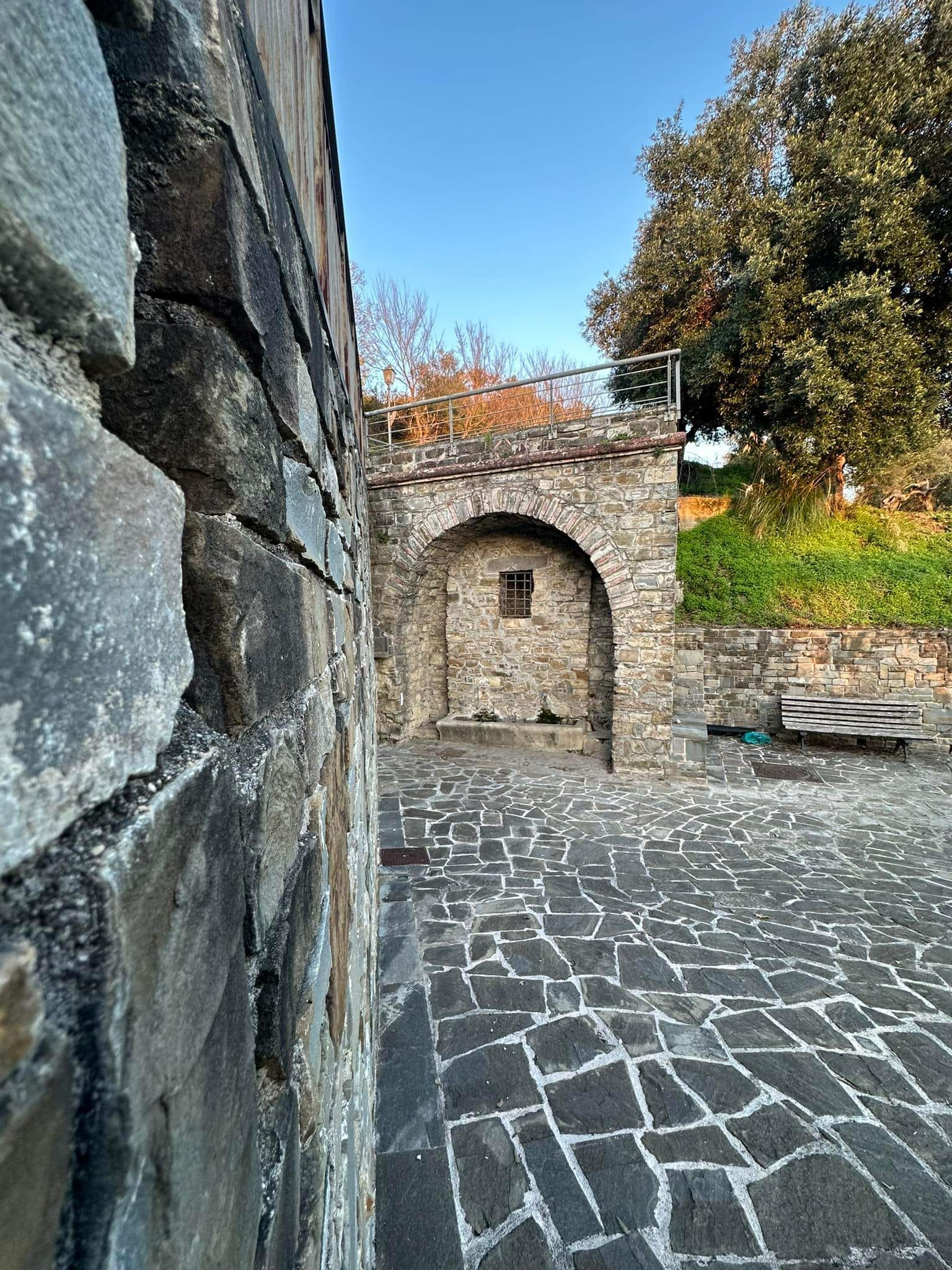
La "Fontana Vecchia"

Alla fine di questa viuzza vi è una fontana che aveva un esercizio molto importante per la comunità di Ostigliano, perché si prendevano le acque per bere,cucinare e dove le signore del paese lavavano la propria biacheria e i propri indumenti e dove la vasca presente serviva per abbeveratoio per gli animali poiché all'epoca il popolo di Ostigliano era dedico all'agricoltura e pastorizia.

### I "Ritratti di un tempo vissuto"

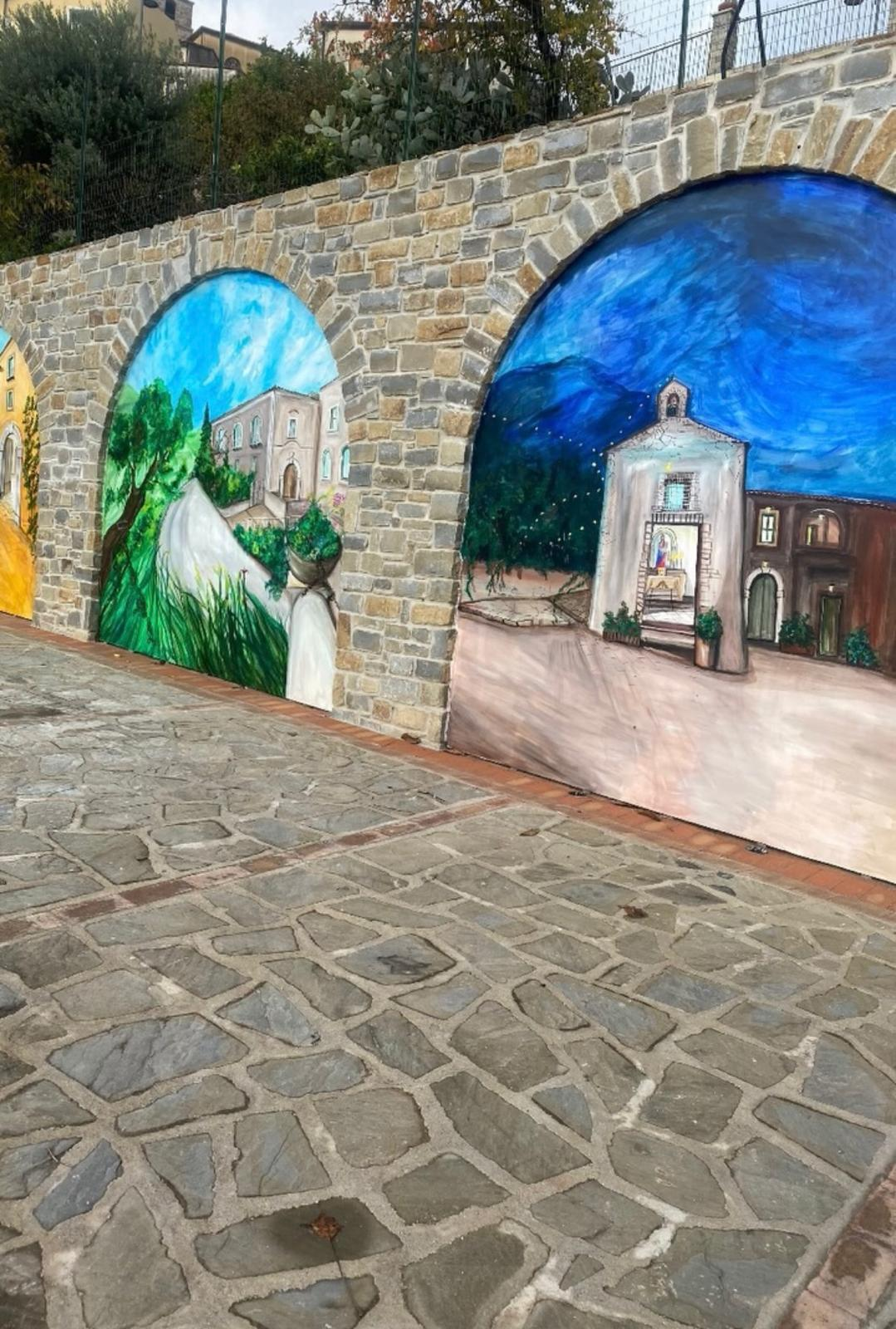
I "Ritratti di un tempo vissuto"

Dopo la ristrutturazione e l'allargamento di Via Serrotola avvenuto nel 2018 il muro che sovrasta la via è stato abbellito dei "murales" ritraenti i "Ritratti di un tempo vissuto" dipinti che narrano storie di vita contadina ostiglianese e dei vari posti caratteristici del borgo.

## Fede, luoghi di culto e tradizione
In paese sono oggetto di culto diverse figure sante. Nel mese di giugno si celebrano le festività di Sant'Antonio di Padova (13), San Vito (15) e San Giovanni Battista (24), protettore del borgo. Nel mese di agosto si ricordano San Rocco (16) e la Madonna r' lu Rito (18).

### Chiesa Madre e Festa patronale

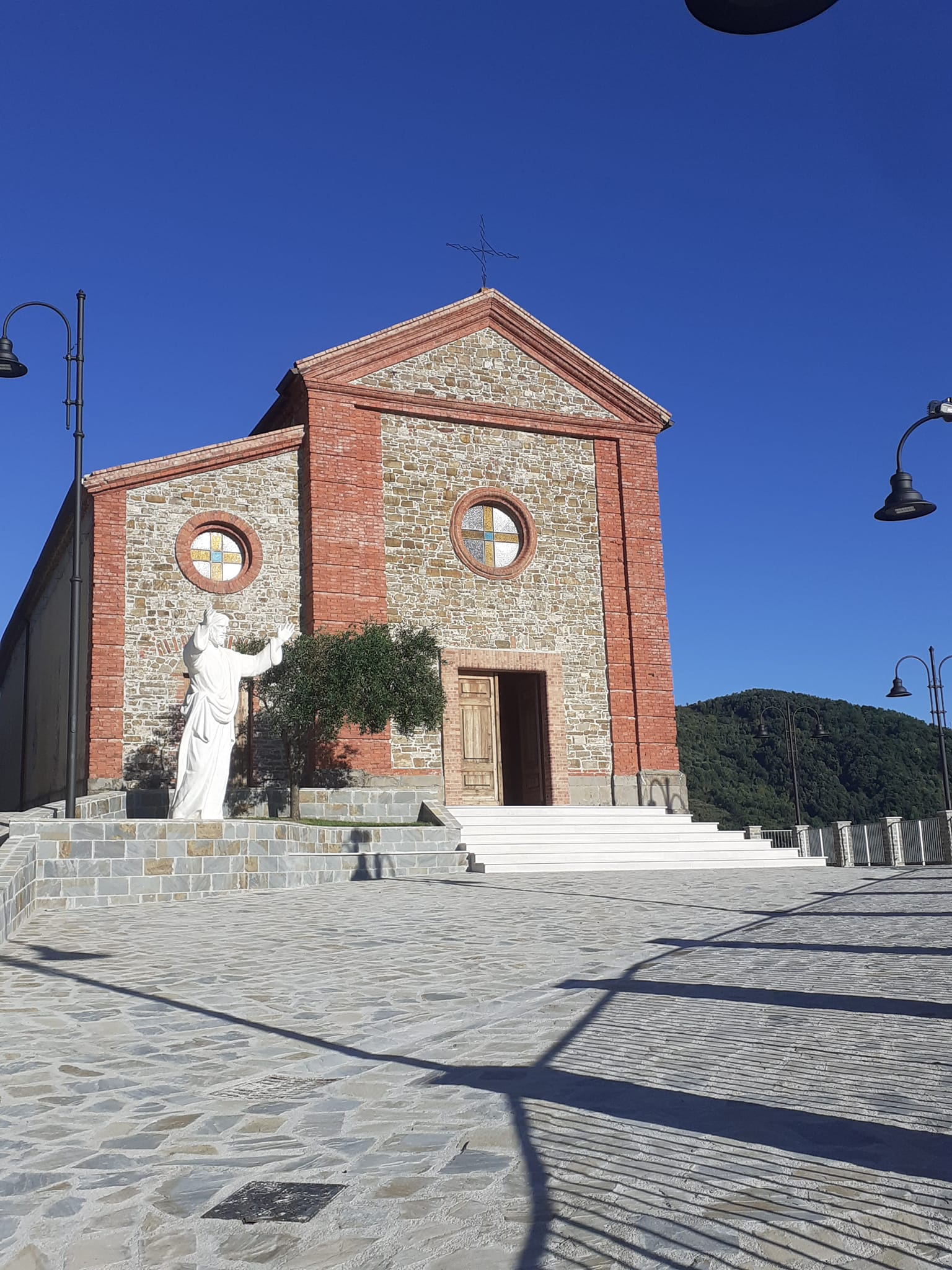
La chiesa di S. Giovanni Battista

La chiesa parrocchiale, dedicata a San Giovanni Battista, è situata a monte della collina, in posizione dominante rispetto all'abitato, e risale alla metà del '500. Si presenta a due navate: la centrale e quella sinistra. A destra, invece, è situata la cappella dedicata al patrono. Almeno fino agli inizi della seconda metà del '900, il culto di San Giovanni era molto sentito, e l'iter devozionale era caratterizzato da tappe ben precise. Il 23 giugno, giorno di vigilia, si teneva la tradizionale "processione delle lanterne": 24 lanterne accese arricchivano il corteo processionale e simboleggiavano, oltre alla data vera e propria della ricorrenza, anche le ore del giorno. Il dì seguente il corteo sfilava in paese con le caratteristiche "cente" e la statua a mezzo busto del Battista era preceduta da una croce bifronte lignea e di argento sbalzato del 1611; di questa croce, entrambi i lati sono dettagliatamente scolpiti con immagini cristologiche e con l'effigie di Giovanni. Nell'anniversario della sua salita al cielo, il 29 agosto, si teneva ancora una volta la tradizionale processione in stile cilentano.

### Sant'Antonio di Padova
In occasione della festività di Sant'Antonio di Padova,a cui Ostigliano è particolarmente devoto, la popolazione si prepara alla festa per i precedenti 13 giorni in cui si riunisce in preghiera nella Chiesa Madre accompagnando la preghiera con canti devoti al Santo. Come di consuetudine, il giorno della festa, il 13 Giugno, si tiene la tradizionale processione per le vie del paese con l'immagine del santo di Padova.

### San Vito Martire
Antico e ben radicato nella storia locale è il culto di San Vito, martire dalla vita incerta che la maggior parte degli studiosi vuole originario della Trinacria e martirizzato nei pressi del fiume Sele.
Diversi sono gli altari del Cilento che si innalzano a suo nome: tra questi uno si trova ad Ostigliano. Ad oggi, pur essendo il suo culto in loco assai ridimensionato rispetto alle tradizioni del passato, conserva la sua testimonianza di protettore radicato al territorio. Non a caso in paese erano conservate, oltre alla statua del Santo stesso, anche due esili statuette raffiguranti i santi Modesto e Crescenzia, suoi compagni di vita e di martirio. L'uno simboleggia la «modestia» e l'altra la «crescentia»: la nutrice che ne aveva tutelato le prime gesta. Dell'antico fasto, ad Ostigliano rimane solo il ricordo lontano e una leggera sopravvivenza in una processione che ancora vi si tiene nel mese di giugno.

### San Rocco
Tra le architetture religiose presenti in paese, la piccola cappella di San Rocco è la più giovane in ordine cronologico e, nelle vesti attuali, fu eretta probabilmente tra il XVIII secolo e la prima metà del XIX. Negli anni precedenti non si riscontrano notizie che ne attestino l’esistenza ma si evince chiaramente nel resoconto di una visita pastorale avvenuta nel 1875.

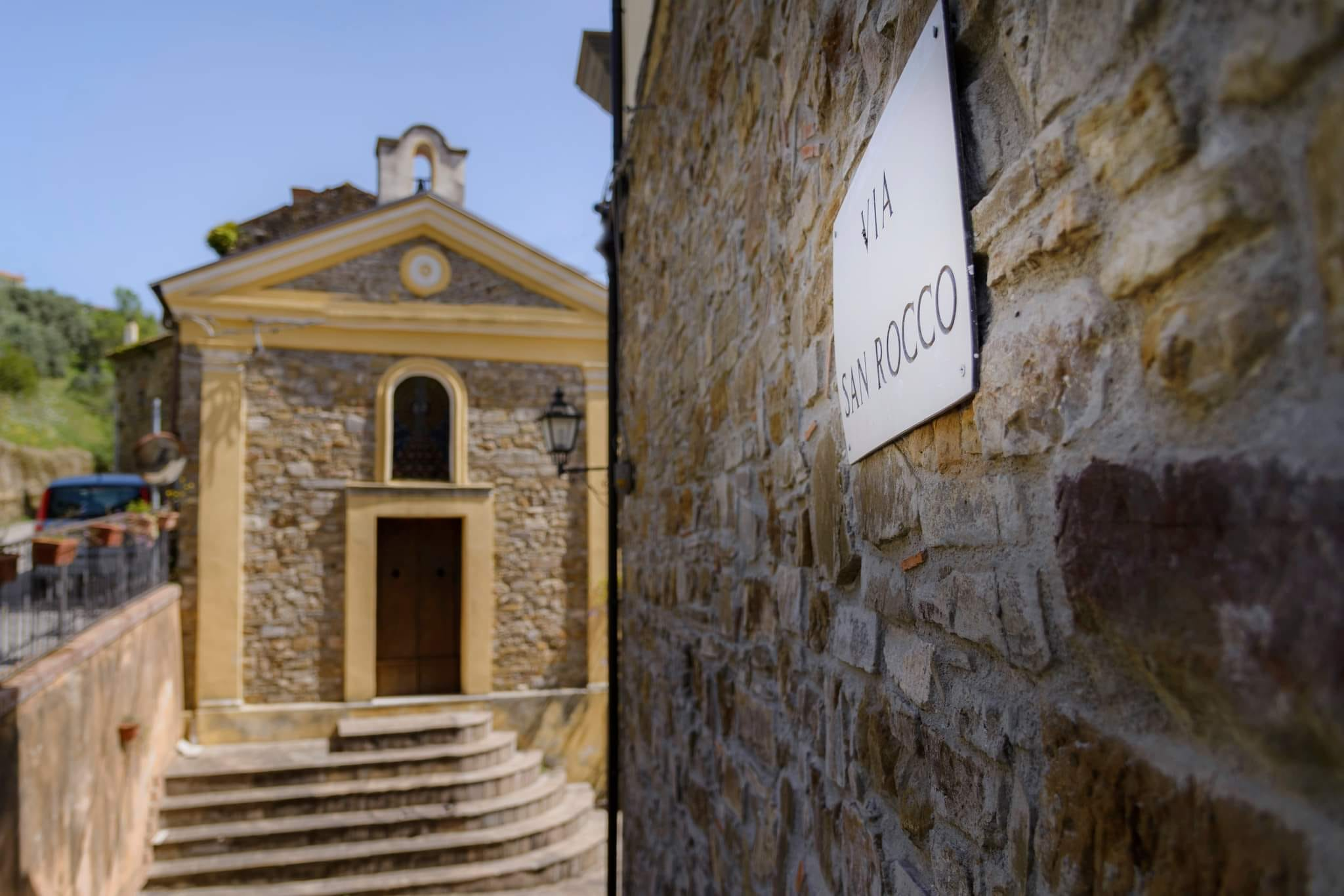
Cappella di San Rocco

Di modeste dimensioni, l’interno si esaurisce in un unico ambiente. L’unico altare presente è ai piedi della nicchia che ospita la statua di San Rocco. Nel recente passato, invece, era presente anche un’immagine in cartapesta dell’Immacolata, ora custodita nella navata laterale della chiesa parrocchiale. Vi era anche l’immagine di Santa Sofia. Quest’ultima vantava probabilmente anche il titolo della cappella o comunque vi si richiamava popolarmente la sua presenza, come vi è palese testimonianza nell’onomastica della popolazione e nella toponomastica cittadina.
L'epidemia di peste avvenuta nel XVII secolo unitamente alle carestie, colpì duramente diverse zone del Cilento. Ed è in questo periodo che nel paese si verificarono dei cambiamenti sia nella demografia perché alcune famiglie dei paesi vicini si spostarono ad Ostigliano sia nel culto religioso, infatti Santa Sofia con la sua cappella venne sostituita da San Rocco. Nel mese di febbraio una processione votiva ricorca come la comunità si affidò al Santo da Montpellier affinché liberasse il popolo dalla peste. Al cessato contagio, quando non vi furono più vittime, la statua di San Rocco fu portata in processione. Accade ancora oggi a distanza di secoli.
I festeggiamenti si svolgono ogni anno, anche il giorno in cui la Chiesa Cattolica venera il santo, ovvero il 16 Agosto.

### Madonna r' lu Rito
La diffusione del culto mariano in Cilento, come nel resto del Meridione d’Italia, è comprensibilmente dovuto alla migrazione di monaci che si sono facilmente radicati in queste terre. Lo testimonia il profondo legame che insiste fino ai secoli scorsi, soprattutto nel praticare il riti antichi. Ostigliano alla Madonna dedica una piccola chiesa situata sulle sponde del fiume. Nell’onomastica popolare conserva proprio la titolazione di "Madonna del Rito" in dialetto cilentano "Madonna r' lu Rito" .
Alla confluenza della jumarella nel fiume Alento, si trova la chiesetta riconosciuta come "Madonna di Loreto", realizzata negli anni ’50 del 900. In precedenza esisteva una antica cappella. La nuova cappella fu consacrata subito. Si evince dal bollo parrocchiale datato 9 agosto 1950 posto sul Missale Romanum. Del ‘sacellum’ restano visibili i ruderi. Non è possibile datare con esattezza il primo sito mariano presente ad Ostigliano. È comunque accettabile una collocazione seicentesca. Interamente in pietra, è costituita da un unico ambiente absidato. Nello stesso spazio trova posto l’immagine della Vergine. Su uno spiazzo leggermente più a monte, invece, l’attuale cappella. L’architettura mantiene fede all’originale limitatamente all’abside.
La leggenda della Madonna
Le memorie del posto narrano di una icona della Madonna rinvenuta nel greto del fiume. Rispettando i canoni classici delle leggende cilentane, anche ad Ostigliano convergono i tratti più comuni delle narrazioni che affiancano la storia dei luoghi. L’effige della Vergine fu rinvenuta nel letto del fiume al contempo da ostiglianesi e ciceralesi. Il luogo esatto del ritrovamento ricadeva nel territorio di Ostigliano e gli abitanti rivendicarono il possesso della statua. I ciceralesi ebbero la meglio e la portarono sulla riva opposta. Si decise di costruire una piccola chiesa. Gli uomini spaccavano le pietre e le donne le trasportavano; ma al mattino seguente il mucchio non c’era più, la forza del fiume le portò sulla sponda opposta; e così per diversi giorni, finché si pensò che il volere della Madonna era quello di dimorare in territorio di Ostigliano, ove venne eretta la chiesetta. 

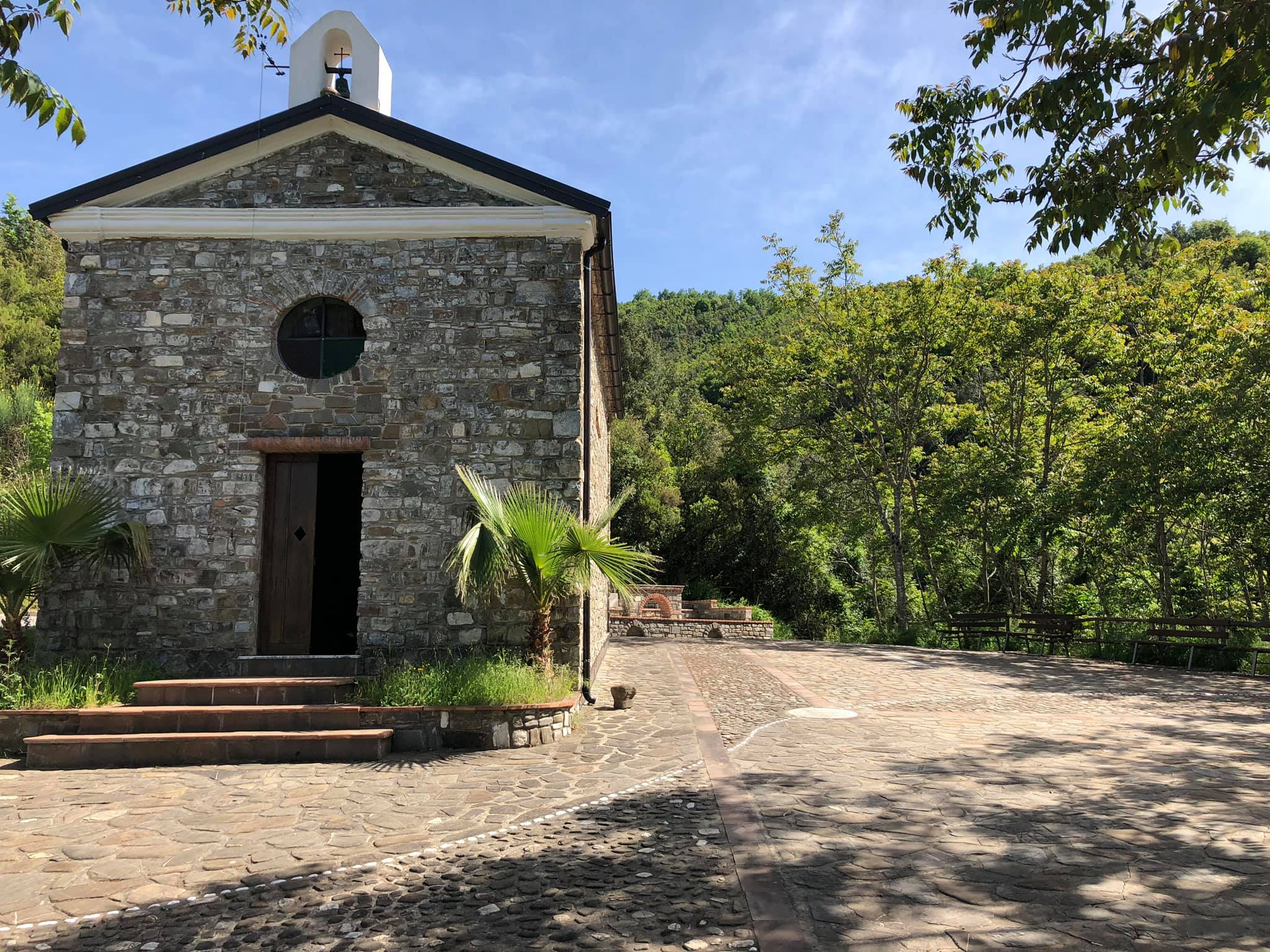
Cappella Madonna r' lu Rito

Fino ai primi lustri della seconda metà del secolo scorso, la festività coincideva con le quarta Domenica del mese di Agosto. Successivamente, per permettere la partecipazione di tanti emigrati, la ricorrenza è fissata nel giorno di Sant’Elena (18 Agosto). All’alba, di solito intorno alle 5 del mattino, partendo dalla Chiesa Madre, i fedeli si dispongono in processione accompagnati da banda musicale, fuochi votivi e canti antichi devoti alla Madonna. Al suono delle campane ha inizio il pellegrinaggio. La magna devozione per la Madonna è testimoniata dalla presenza di "cente", oltre che dalla grande partecipazione popolare, non solo degli ostiglianesi ma anche dagli abitanti dei paesi limitrofi. La strada percorsa dai pellegrini prende il via dalla parte alta del paese. Da qui inizia la discesa verso il fiume. Il suono della campanella della cappella alle sponde dell'Alento annuncia l’arrivo del corteo. Come da classica tradizione cilentana esegue tre giri intorno alla cappella prima delle funzioni. Terminate le celebrazioni il corteo si ricompone, si saluta la Madonna e s’imbocca la via che riporta all’abitato.

### Madonna del Carmine

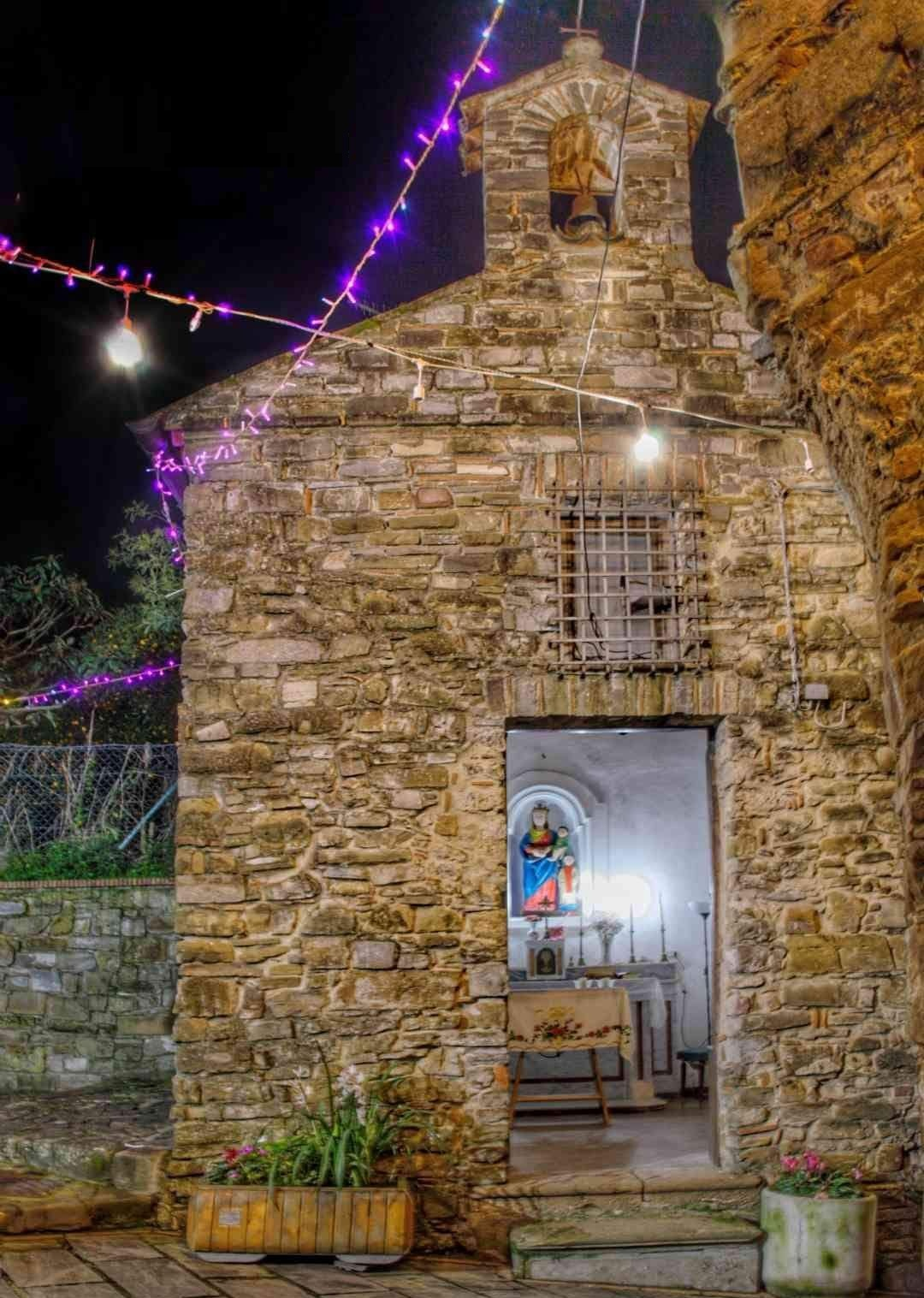
Cappella Madonna del Carmine

Anticamente, la zona della piazzetta principale del paese, era chiamata Santa Maria. Nel tempo ha perso l’uso del riconoscimento onomastico mentre la cappella conserva la titolazione di Madonna del Carmine. Rappresenta il cuore dell’abitato pur non vantando più alcuna funzione istituzionale se non storica e culturale. Tra l’altro, la zona, è ormai abitata da poche famiglie. Vi si celebra Messa il 16 luglio e occasionalmente in altri momenti dell’anno. 
Secondo i resoconti di alcune visite pastorali, l’unica cappella autonoma di patronato esistita ad Ostigliano, conserva la titolazione della Madonna del Carmine. Nel 1698 la chiesetta è di proprietà della famiglia Baratta mentre, circa due secoli dopo, risulta condivisa con la famiglia Errico. L’interno, ad ambiente unico, presenta un altare centrale sul quale si trova la nicchia con l’immagine della Madonna. In passato, invece, si ha memoria di una tela raffigurante la Madonna del Carmelo, custodita nella cappella di San Rocco.
È presente un’acquasantiera incavata nel muro laterale. La facciata, interamente in pietra, è stata restaurata negli ultimi anni. Vi si accede tramite un portoncino in legno anticipato da un gradino in pietra come la soglia d’ingresso, formata da due lastre.
La luce è garantita da due finestrelle, una sulla facciata principale, l’altra su uno dei lati. Infine, una piccola celletta, completamente ricostruita, custodisce una campanella a corda.
Fuori dalla cappella, su un lato si trova un lungo sedile in pietra che corre su tutto il fianco. Qui si tenevano le adunanza popolari e anche li Parlamenti a cui, solitamente, prendevano parte solo i capifamiglia o i rappresentanti delle casate più importanti.

### La "Congrega" e/o "i vattienti"
Ad Ostigliano è presente una Confraternita più nota in dialetto cilentano: congrega, dedicata all'immagine della Madonna del Rosario presente nella Chiesa Madre.  La Confraternita S.S. Rosario, pur nata quasi certamente nel XVII secolo, è pensabile che non abbia affiancato costantemente il culto, ed abbia subito interruzioni nel corso del tempo; tuttavia, una certa continuità, ancora una volta a conferma di una magna devozione verso la Vergine, la possiamo riscontrare nei costanti tentativi di ripresa, alcuni recenti, che ne determinano l'esistenza e la sopravvivenza anche in tempi moderni. La Confraternita S.S. Rosario di Ostigliano è una delle poche confraternite ancora in esistenza che svolgono le funzioni del Venerdì Santo; facendo visita ai vari Altari della Reposizione del Cilento e accompagnando la Processione del giorno con canti antichi in dialetto cilentano che esasperano la Passione di Gesù Cristo, qui i confratelli vengono più comunemente chiamati "i vattienti".
Il Cilento, con le caratteristiche "congree" esprime il cardine del suo folklore.

### Eventi
Vasci, Portuni e Pertose è l’appuntamento enogastronomico indissolubilmente legato a Ostigliano e al nome del paese frazione di Perito.
La manifestazione si svolge nella parte centrale del borgo, nei portoni, ovvero nei cortili e androni di antiche abitazioni signorili e nei vasci, ovvero i bassi, piccoli locali al piano terra, nei quali si possono assaggiare piatti della tradizionale cucina cilentana, preparati secondo vecchie abitudini.
Questi luoghi, dove il tempo scorre lento e il silenzio regna sovrano per la maggior parte dell’anno, dal 10 al 15 Agosto, si trasformano in laboratorio di gusto, storia e cultura a cielo aperto; tutti sono impegnati e coinvolti direttamente all’organizzazione dell’evento, con la direzione dell’Associazione Culturale Pro-Vasci, Portuni e Pertose da cui la manifestazione prende il nome.
L'Associazione Culturale Pro-Vasci, Portuni e Pertose nasce dallo spirito goliardico di un gruppo di giovani del paese, con lo scopo di vivacizzare il centro storico e valorizzare Ostigliano.  Nel tempo, le dimensioni sono cresciute e Vasci, Portuni e Pertose e ha avuto la forza di condurre il flusso di turisti che ad Agosto visitano il Cilento a passare per Ostigliano, proponendo loro la cucina tipica cilentana e i prodotti del territorio. Oltre a degustare gli squisiti piatti recuperati e valorizzati dell'antica tradizione locale, preparati ed egregiamente presentati agli ospiti.
Le pietanze che allietano i palati dei partecipanti, vengono servite, dai giovani del luogo, in una location dal fascino storico d’altri tempi:
- nell’ampio portone di ingresso al Palazzo Baratta, che dall’alto della sua maestosità storica, si affaccia sulla piccola P.zza “Santa Sofia”;
- a lu trappìto, già frantoio funzionante fino agli anni ’90, che tiene compagnia agli ospiti con l’austèra presenza di Sua Maestà la pressa e la macena che sembrano, in quelle sere, voler raccontare la loro storia alla folla errante.
Un esperimento, decisamente ben riuscito, di vita “social” , seppure legato a filo doppio alla tradizione, nonché una best practice socio-antropologica realizzata sul campo. In quei giorni, il paese apre Porte, Portoni, Bassi e Androni e propone in tavola vicciddi, panzarotti , mulegnàme e castrato, il tutto accompagnato da un sublime calice di vino locale e allietato da musica e canti.
Dal 2024 è nata un nuova manifestazione denominata "Le vraSERE re lu Marchese".
La manifestazione si svolge come la manifestazione Vasci, Portuni e Pertose nel centro storico, con stand enogastonomici e di artigianato che hanno come filo che li unisce i piatti tipici cilentani preparati con gli alimenti che fanno presenza costante nella Dieta Mediterranea nata nel Cilento. Sono presenti stand di Artiginato e la Musica Popolare accompagna la serata.
"Le vraSERE re lu Marchese" si svolgono il 4 e il 5 Gennaio, periodo scelto per alimentare il settore turistico anche fuori stagione.

## Diffusione nella cultura di massa
Nel 2023 è stato pubblicato un libro denominato "Ostigliano. Identità e memoria" scritto dall'autore Giuseppe Conte nativo del borgo.

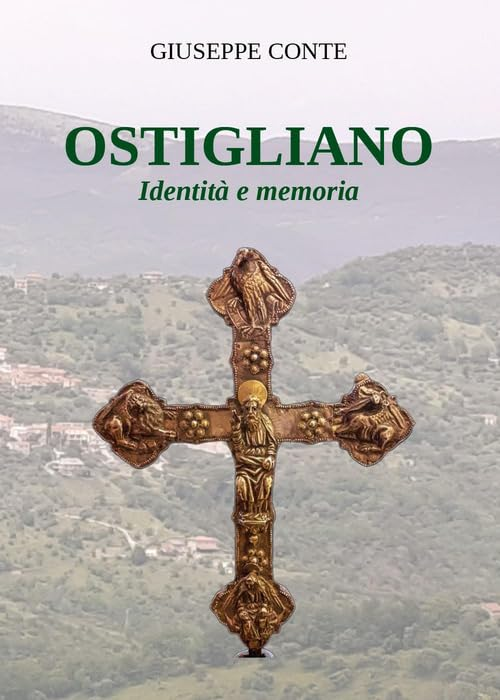
La copertina del libro "Ostigliano. Identità e memoria" di Giuseppe Conte

Nel libro si racconta il territorio con le sue storie e le sue memorie con lo scopo di mantenere viva l'identità di una terra straordinaria.

## Turismo
Il turismo ad Ostigliano è tra le attività più redditizie d'estate soprattutto, ove vi sono turisti italiani e stranieri. La ricettività alberghiera è composta da Bed and breakfast e agriturismi dove si possono trascorrere vacanze fantastiche e deliziare i cibi del Cilento patria della Dieta Mediterranea.

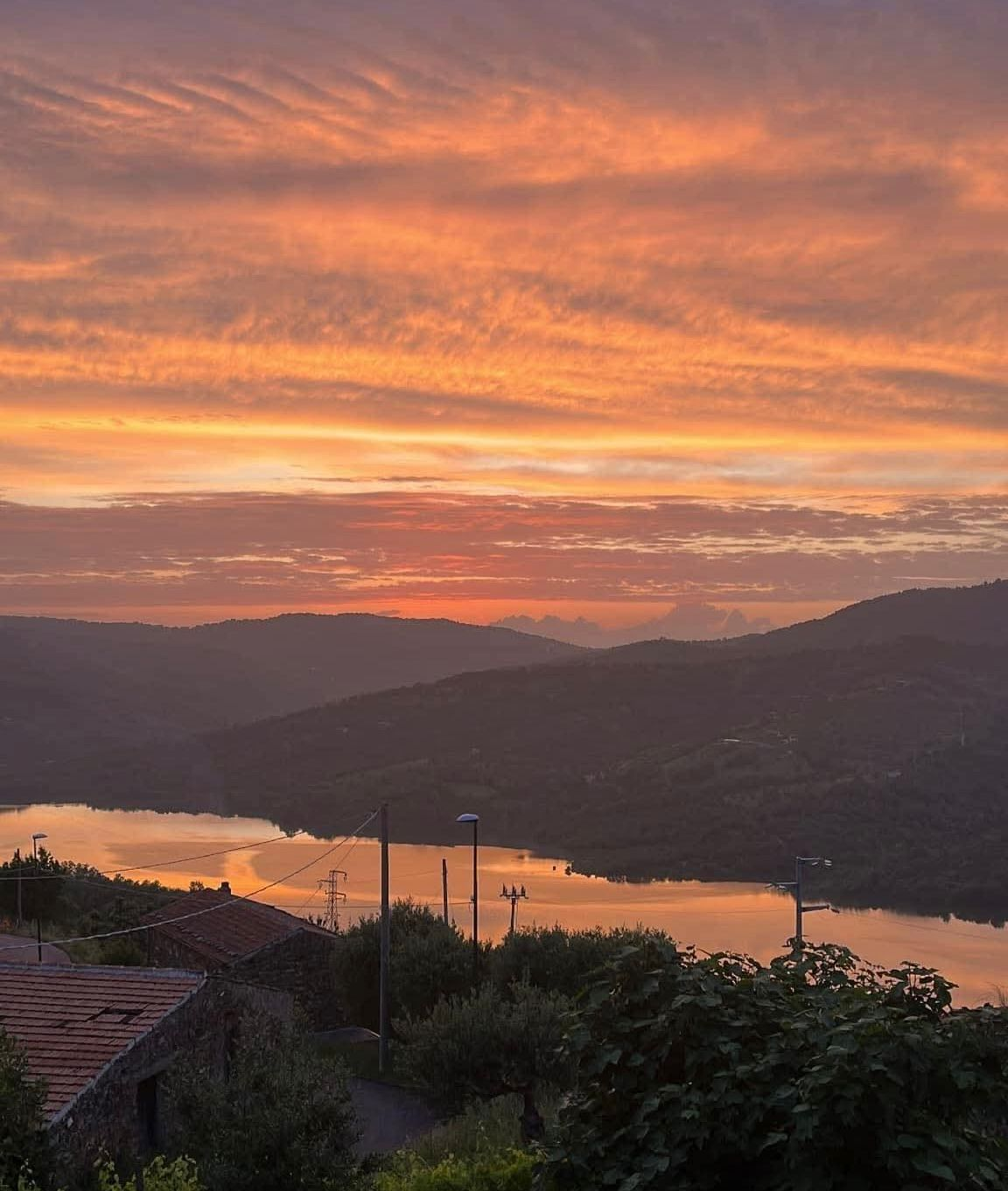
Veduta dell'Invaso Piano della Rocca da Ostigliano

A cavallo tra gli ultimi due decenni del secolo (1980/90), prende forma un grande progetto: è la diga sull’Alento, ottenuta sbarrando il corso del "nobile fiume",come lo descrive Cicerone, all’altezza della località Piano della Rocca. La collina sulla quale sorge Ostigliano, dunque, fa da sponda al nuovo invaso. L’Oasi Fiume Alento, nato negli anni successivi allo sbarramento del corso, è un grande parco naturalistico che offre un’ampia gamma di servizi turistici. 

## Infrastrutture e trasporti

### Strade
- Strada Provinciale 56/a Innesto SS 18-Ostigliano-Perito-Orria.
- Strada Provinciale 430/a Innesto SS 18 (Paestum)-Agropoli Nord-Agropoli Sud-Prignano Cilento-Perito-Omignano (loc. Ponti Rossi)-Vallo Scalo.

### La frana del 2010

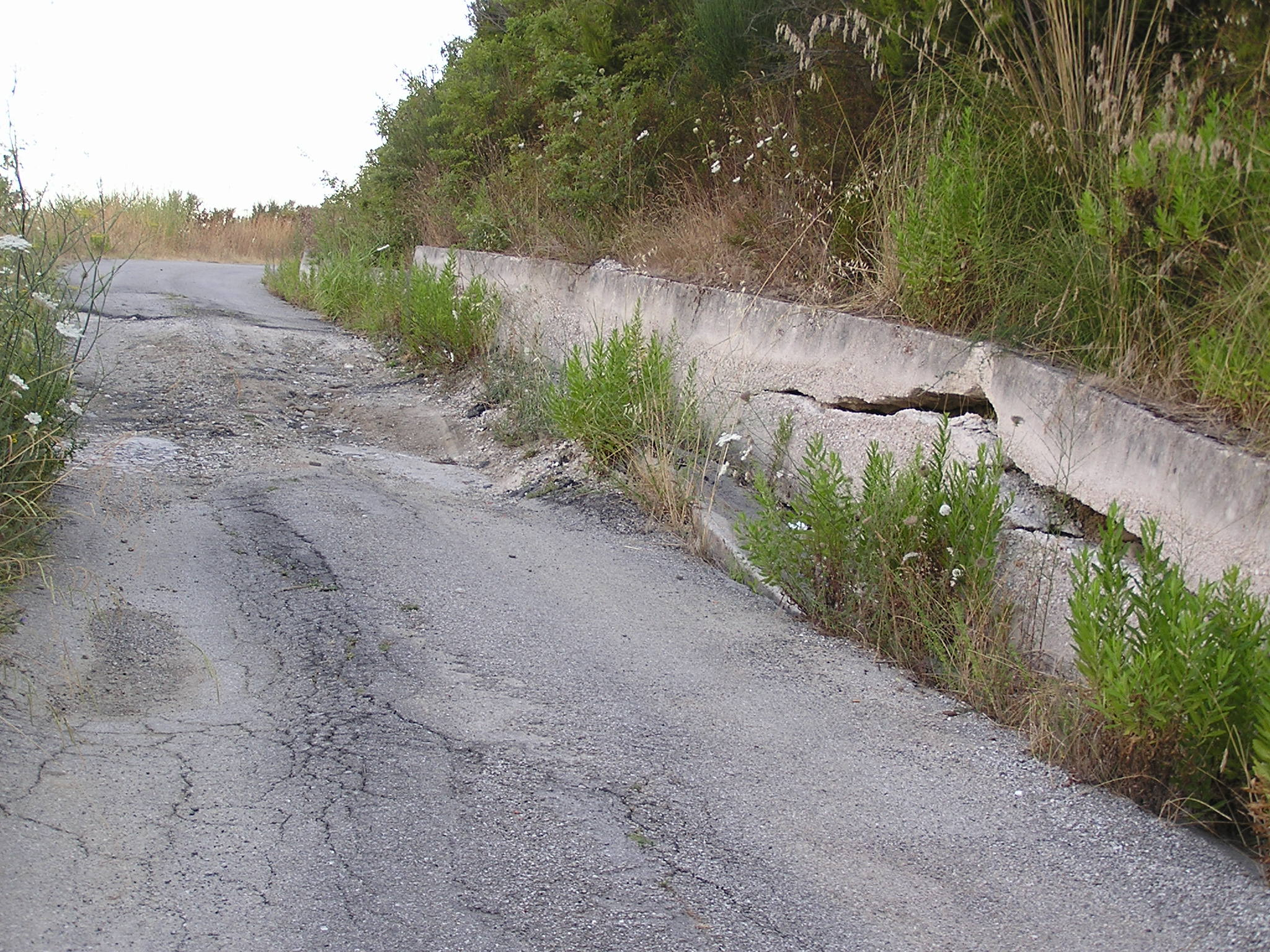
Una strada dissestata nella campagna del paese, con il muro di contenimento lesionato da uno smottamento del terreno

Il territorio di Ostigliano è da sempre soggetto a smottamenti del terreno. A fine novembre del 2010, sessanta famiglie sono state sgomberate per una frana che ha coinvolto la collina sovrastante il centro storico del paese.